# Glándula sebácea
Las glándulas sebáceas están situadas en la dermis media y formadas por células llenas de lípidos que se desarrollan embriológicamente en el cuarto mes de gestación, como una gemación epitelial del folículo piloso. 
Esta glándula se caracteriza por sintetizar el sebo, sustancia lipídica cuya función es la de "lubricar" y proteger la superficie de la piel.

Esta secreción glandular es de carácter continuo, con cierta predominancia durante el anagen del ciclo del folículo piloso. La secreción de cada lóbulo es de carácter holocrino, es decir, con ruptura de las células individuales, drenando desde los acinos al conducto sebáceo principal que va a desembocar en el canal piloso.
Estas glándulas se encuentran en toda la piel, variando en tamaño y número según su localización: en la cara y cuero cabelludo son grandes y numerosas (400 a 900 por cm²), en el tronco son pequeñas y menos abundantes, incrementándose en la parte anterior del tórax y línea media de la espalda.
Al microscopio electrónico se observa que las células periféricas glandulares contienen tonofilamentos, reflejando su origen epidérmico, y escasos lípidos. A medida que los lípidos se forman, el glucógeno se va consumiendo, los tonofilamentos se van desplazando y el citoplasma se rellena de vacuolas. En la célula las vacuolas se fusionan entre sí provocando un aumento de tamaño hasta cien veces el normal, adquiriendo un aspecto de célula de cuerpo extraño. En un estadio posterior se desorganiza la membrana y la célula se rompe eliminando su contenido al canal sebáceo.
Varias condiciones médicas involucran sebo, incluyendo acné, quistes sebáceos, hiperplasia, y adenoma sebáceo. Estas son normalmente atribuidas a glándulas sebáceas hiperactivas que producen sebo en exceso.

## Estructura

### Ubicación
Las glándulas sebáceas se encuentran a través de todas las áreas de la piel excepto por las palmas de las manos y las suelas del pie. Hay dos tipos de glándula sebácea, las que están conectadas a los folículos capilares, en unidades pilosebáceas y aquellas que existen independientemente.
Una o más glándulas pueden rodear cada folículo capilar, y las glándulas están rodeadas por músculos erectores de pili. Las glándulas tienen una estructura acinar, en la cual varias glándulas salen a partir de un conducto central. Las glándulas depositan sebo en los capilares y lo llevan a la superficie de la piel junto con el tallo de pelo. La estructura consistente de pelo, folículo capilar, músculos erectores de pili y glándula sebácea es una invaginación epidérmica conocida como la unidad pilosebácea.
Las glándulas sebáceas también se encuentran en áreas sin pelo de los párpados, nariz, pene, labia minora, la membrana mucosa interna de la mejilla, y pezones. Algunas glándulas sebáceas tienen nombres únicos.

### Desarrollo
Las glándulas sebáceas son visibles por primera vez entre las semanas 13 y 16 del desarrollo fetal. Las glándulas sebáceas se desarrollan del mismo tejido que da lugar a la epidermis de la piel. Sobreexpresión de los factores de señalización Wnt, Myc y SHH aumentan la probabilidad de la presencia de glándulas sebáceas.
Las glándulas sebáceas de un feto humano secretan una sustancia llamada vernix caseosa, una sustancia cerosa, blanca traslúcida que recubre la piel de los recién nacidos. Después del nacimiento la actividad de las glándulas sebáceas disminuye hasta el punto de una presencia casi nula durante las edades de 2 a 6 años, después aumenta hasta su cima de actividad durante la pubertad debido a los altos niveles de andrógenos.

## Función
Las glándulas sebáceas secretan la sustancia aceitosa, cerosa llamada sebo que está hecho de triglicéridos, ésteres de cera, escualeno y metabolitos de células productoras de grasas. El sebo es hidrofóbico y lubrica la piel y el pelo de los mamíferos. Las secreciones sebáceas en conjunto con las glándulas apocrinas juegan un papel importante en la termorregulación. En condiciones cálidas, las secreciones emulsionan el sudor producido por las glándulas ecrinas y esto produce una capa de sudor que no se pierde fácilmente por las gotas de sudor. Esto es de gran importancia para retrasar la deshidratación. En condiciones más frías, la composición del sebo se vuelve más lipídica recubriendo pelo y piel, la lluvia es repelida eficientemente.
El sebo se produce en un proceso holocrino, en el cual las células dentro de las glándulas sebáceas se desintegran mientras liberan sebo y el resto de la célula es secretada junto con el sebo. Las células son reemplazadas constantemente por mitosis en la base del ducto.

### Sebo
El sebo, secretado por la glándula sebácea en humanos, está compuesto principalmente de triglicéridos (~41%), ésteres de cera (~26%), escualeno (~12%), y ácidos grasos libres (~16%). La composición del sebo varía entre las especies. Los ésteres de cera y el escualeno son únicos del sebo y no se producen en ninguna otra parte del cuerpo. El ácido sapiénico es un ácido graso del sebo que es único para los humanos y está implicado en el desarrollo del acné. El sebo no tiene olor, pero su rompimiento por bacterias puede producir olores fuertes.
Los esteroides sexuales son conocidos por afectar la velocidad de la secreción del sebo: andrógenos como testosterona han demostrado estimular la secreción y los estrógenos han demostrado inhibir la secreción. La dihidrotestosterona actúa como el andrógeno principal en la próstata y en folículos capilares.

### Función inmune y nutrición
Las glándulas sebáceas son parte del sistema integumentario del cuerpo y sirve para proteger el cuerpo contra gérmenes. Las glándulas sebáceas secretan ácidos que forman el manto ácido. Este es una capa muy fina de ácido en la superficie de la piel y actúa como barrera contra bacterias, virus y otros contaminantes potenciales que pueden penetrar la piel. El pH de la piel está entre 4.5 y 6.2, y esta acidez ayuda a neutralizar la naturaleza alcalina de los contaminantes.
Los lípidos sebáceos realizan una contribución importante en mantener la integridad de la barrera de la piel y expresan propiedades tanto pro-inflamatorias como antiinflamatorias. El sebo puede actuar como un sistema de entrega para antioxidantes, lípidos antimicrobianos, feromonas e hidratación del estrato córneo. Los ácidos grasos contenidos dentro del sebo tienen una amplia actividad microbiana. Además, la secreción de glándulas sebáceas proporciona vitamina E a las capas superiores de la piel facial.

### Glándulas sebáceas únicas
Durante los últimos tres meses del desarrollo fetal, las glándulas sebáceas del feto producen vernix caseosa, una sustancia blanca y cerosa que crea una capa para proteger la piel del líquido amniótico.
Las glándulas areolares están en la areola que rodea el pezón del seno de la mujer. Estas glándulas secretan un fluido aceitoso que lubrica el pezón y también secreta compuestos volátiles que se cree que sirven como una estímulo olfatorio para el recién nacido. Durante el embarazo y la lactancia estas glándulas, también llamadas glándulas de Montgomery, se hacen más grandes.
Las glándulas de Meibomio, en los párpados secretan una forma de sebo llamada meibum en el ojo, que ralentiza la evaporación de las lágrimas. También sirve para crear un sello hermético cuando los ojos están cerrados y su calidad lipídica también previene que los párpados se queden pegados. Las glándulas de Meibomio también son conocidas como glándulas tarsales, glándulas Zeis y glándulas palpebrales. Se pegan directamente a los folículos de los párpados que están arreglados verticalmente entre las placas tartales y los párpados.
Los granos de Fordyce o gránulos de Fordyce, son glándulas sebáceas ectópicas que se encuentran en los genitales y en la mucosa oral. Se muestran como milia blanca amarillenta.
La cera de oído está compuesta en parte por sebo producido por las glándulas en el canal auditivo. Estas secreciones son viscosas y tienen un alto contenido lipídico que proporciona buena lubricación.

## Importancia clínica

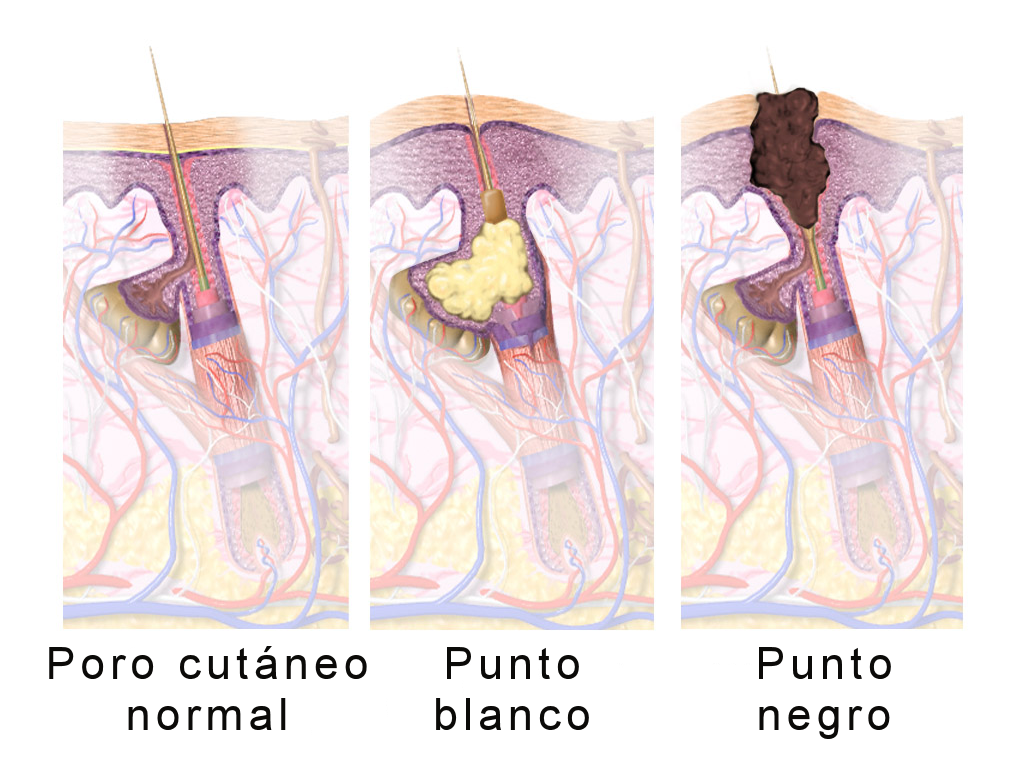
Folículos pilosos en la piel humana, en tres situaciones diferentes: 1.º) en su estado normal, 2.º) acné con comedón abierto y 3.º) con comedón cerrado.

Las glándulas sebáceas están relacionadas con problemas de la piel, como acné y keratosis pilaris. En los poros de la piel, el sebo y la queratina pueden crear un tapón hiperqueratósico llamado comedón.

### Acné
El acné es un problema muy común, particularmente durante la pubertad en adolescentes, y se cree que se relaciona con un incremento de la producción de sebo debido a factores hormonales. El aumento de la producción de sebo puede conducir a un bloqueo del ducto de la glándula sebácea. Esto puede causar un comedón (puntos negros), que pueden causar una infección, particularmente por la bacteria Cutibacterium acnes. Esta puede inflamar los comedones, que entonces cambian a las lesiones características del acné. Los comedones generalmente aparecen en las áreas con más glándulas sebáceas, principalmente la cara, hombros, parte superior del pecho y espalda. Los comedones pueden ser blancos o negros dependiendo de la unidad completa de pilosebáceos o si el ducto sebáceo está bloqueado.
Hay muchos tratamientos disponibles para el acné, desde reducir azúcares en la dieta hasta medicamentos que incluyen antibióticos, peróxido de benzoilo, retinoides y tratamientos hormonales. Los retinoides reducen la cantidad de sebo producido por las glándulas sebáceas. Si los tratamientos convencionales fallan, se puede buscar la presencia de Demodex que podría ser una causa probable.

### Otras
Otras condiciones que involucran las glándulas sebáceas son:
- Seborrea, se refiere a glándulas sebáceas hiperactivas, que causan piel o pelo aceitoso.[3][15]
- Hiperplasia sebácea, se refiere a la proliferación excesiva de células dentro de las glándulas, son visibles macroscópicamente como pequeñas ámpulas en la piel, particularmente en la frente, nariz y mejillas.[35]
- Dermatitis seborreica, una forma crónica de dermatitis causada por cambios en las glándulas sebáceas.[36]
- Psoriasis como-seborreica ("Sebopsoriasis",[37] y "Seborriasis") es una condición de la piel caracterizada por psoriasis con una dermatitis seborreica.[1]: 193
- Adenoma sebáceo,  un tumor lento de crecimiento benigno, el cual, sin embargo, en algunos casos puede ser precursor de un síndrome de cáncer conocido como el síndrome de Muir-Torre.[3]
- Carcinoma sebáceo, un tumor cutáneo agresivo y poco común.[38]
- Quiste sebáceo es un término usado para referirse tanto a un quiste epidermoide y a un quiste pilar. Aunque ninguno contiene sebo, solo queratina y no se origina en la glándula sebácea y por lo tanto no son realmente quistes sebáceos. Un quiste sebáceo verdadero es relativamente raro y se le conoce como esteatocistoma.[39]
- Rosácea fimatosa es una condición cutánea caracterizada por el crecimiento excesivo de las glándulas sebáceas.[37]

## Historia
La palabra sebácea significa "que consiste de sebo", fue usada por primera vez en 1728 y viene del Latín adipem que significa sebo. Las glándulas sebáceas han sido documentadas desde por lo menos 1746 por Jean Astruc, quien las definió como "...las glándulas que separan la grasa.": viii Las describe en las cavidades orales, la cabeza, los párpados y los oídos, como "universalmente" conocidas.: 22–25 Astruc las describe al ser bloqueadas por "pequeños animales" que son "implantados" en los ductos secretores,: 64 y le atribuye su presencia en las cavidades orales a úlceras aftosas, señalando "estas glándulas naturalmente [secretan] un humor viscoso, que pone varios colores y consistencias... en su estado natural es muy suave, balsámico, y destinado a mojar y lubricar la boca".: 85–86 En The Principles of Physiology 1834, Andrew Combe observó que las glándulas no estaban presentes en las palmas de las manos ni las plantas de los pies.

## Otros animales
Las glándulas prepuciales de ratones y ratas son grandes glándulas sebáceas modificadas que producen feromonas usadas para marcar territorio. Estas y las glándulas sensoriales en los flancos de los hámsters tienen una composición similar a las glándulas sebáceas humanas, son sensibles a andrógenos y han sido usadas como una base para estudio.
La adenitis sebácea es un enfermedad inflamatoria autoinmune que afecta a las glándulas sebáceas. Se sabe que se presenta principalmente en perros, particularmente en poodles y akitas, donde se cree generalmente que es de herencia autosómica recesiva. También se ha descrito en gatos y un reporte describe la condición en un conejo. En estos animales causa la pérdida de pelo, aunque la naturaleza y distribución de la pérdida de pelo difiere bastante.

## Imágenes adicionales

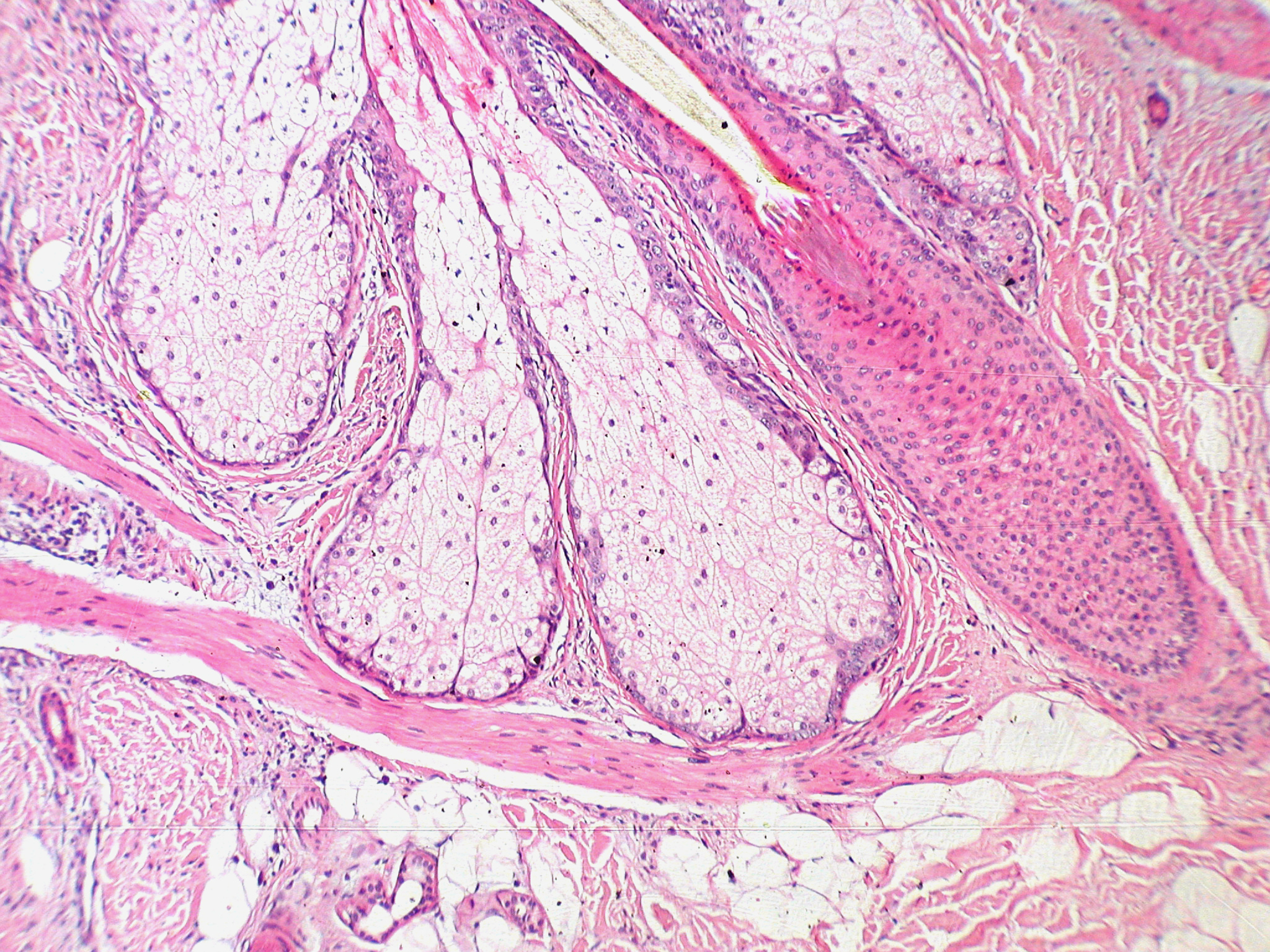
Base de la unidad pilosebácea
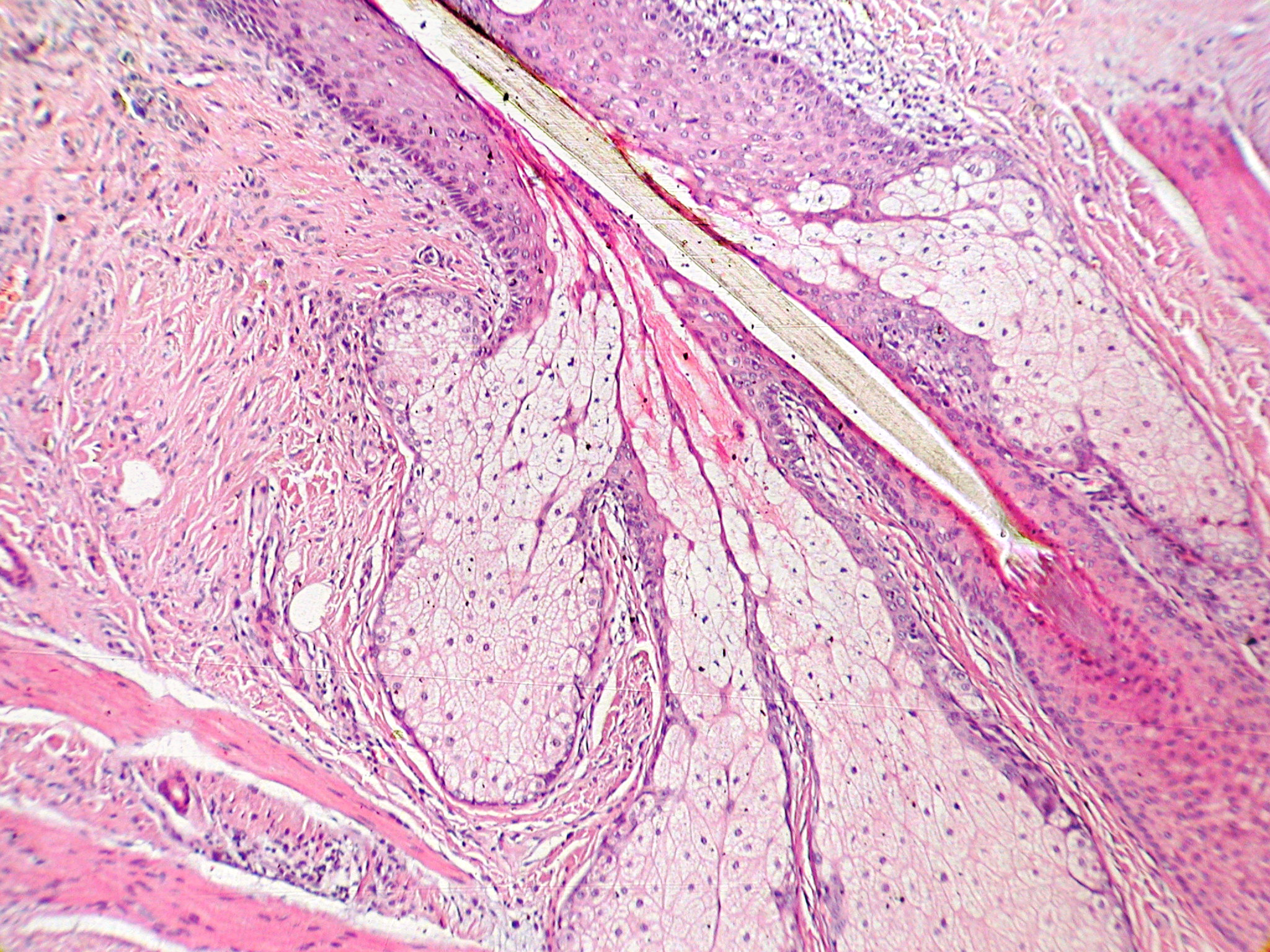
Inserción de glándulas sebáceas en el tallo de un cabello
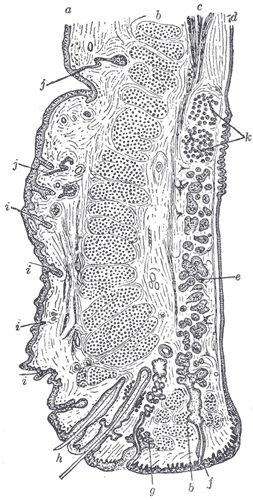
Corte sagital a través del párpado superior
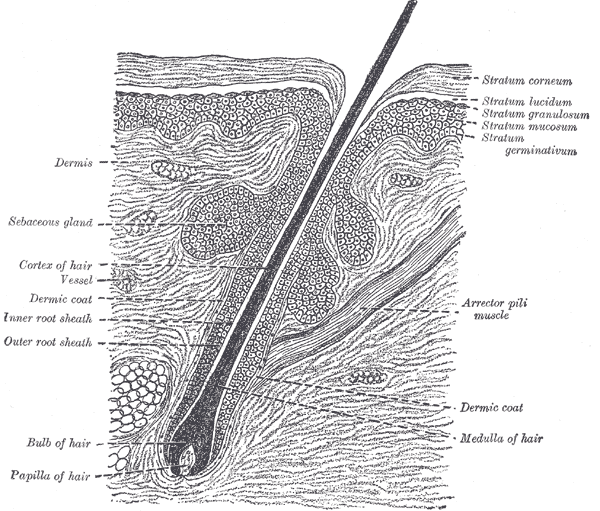
Un folículo del pelo con las estructuras asociadas